# Anthophora leucopyga
Anthophora leucopyga är en biart som beskrevs av Heinrich Friese 1911. Anthophora leucopyga ingår i släktet pälsbin, och familjen långtungebin. Inga underarter finns listade i Catalogue of Life.